# 列支敦斯登
47°07′00″N 9°33′00″E / 47.11667°N 9.55000°E
列支敦士登公国（德語：[ˈfʏʁstn̩tuːm ˈlɪçtn̩ˌʃtaɪ̯n] ⓘ），通稱列支敦士登（Liechtenstein，德語：[ˈlɪçtn̩ʃtaɪn] ⓘ），是位於歐洲中部的內陸國家（聯合國區域集團定義為西歐國家），也是全球唯二雙重內陸國之一（另一個為烏茲別克），夾在瑞士與奧地利兩國間。该国也是唯一一个德语是官方语言，但与德国没有交界的国家。列支敦斯登國體為君主立憲制，雖為山區小國，土地狹小、人口稀少，國民收入水準卻極高，人均國民生產總值高達160,000歐元，以阿爾卑斯山美麗風光、避稅天堂與高生活水準而著稱。

## 歷史

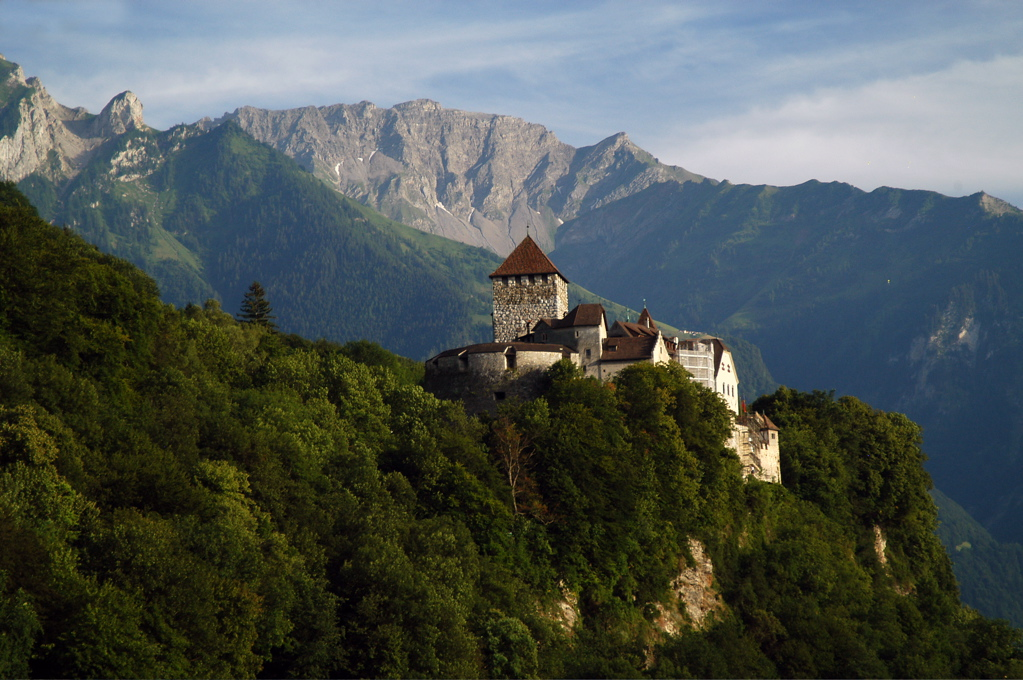
俯瞰首都瓦杜兹和莱茵河谷的瓦都兹城堡，今日依然是列支敦士登亲王的官邸。

很久以前，列支敦士登的领土曾经是罗马帝国瑞提亚行省的一部分。多个世纪以来，由于这块领土地理上并不处于欧洲的战略要地，因此在欧洲历史上少有影响力。在现今这个王朝统治以前，这个地区曾是连续几位霍恩埃姆斯伯爵的封地。列支敦士登人为阿勒曼尼人的後裔，是在約公元500年以后才到目前的地區定居。
列支敦士登亲王国的名字来源于列支敦士登王朝，而后者来自遥远的下奥地利地区的列支敦士登城堡。列支敦士登家族至少从1140年开始即拥有此城堡直到13世纪为止，之后从1807年起又重新拥有该城堡。历经多个世纪，列支敦士登王朝夺得了大片土地，主要在摩拉维亚、下奥地利、西里西亚和施蒂利亚公国等地。虽然这些领土都是由其他地位更高贵的封建贵族通过采邑制分封的，而其中最主要的就是来自于哈布斯堡王朝，曾经有多位列支敦士登王子作为王室的亲密顾问服务于哈布斯堡王朝。但是由于没有任何一块领地是直接属于其名下，因此列支敦士登王朝也就没有资格在神圣罗马帝国的议会中拥有一席之地。
因為列支敦士登家族极为热衷于在帝国政府中的权势地位，于是就想寻找一块直属的土地，即除了神圣罗马帝国的皇帝之外其他封建主在这块土地上都没有任何权利。经过一段时间之后，家族终于得以从霍恩埃姆斯伯爵手中购买了兩塊采邑－施伦贝格莊園的贵族统治权（Schnellerberg，1699年）與瓦杜兹伯国的伯爵爵位（Vaduz，1712年）。施伦贝格与瓦杜兹恰好满足其政治地位的需要——除了他们自己的伯爵主权及宗主皇帝之外不属于其他封建贵族。
于是在这项买卖正式生效之后，當時神聖羅馬帝國皇帝查理六世在1719年1月23日宣布將施伦贝格與瓦都茲合併，提升地位为一個獨立的小型亲王國（Fürstentum），并以其最亲近的大臣安东·弗洛里安賜名為「列支敦斯登」。因而在这一天列支敦士登才真正成为神圣罗马帝国的一个主权成员国。为了证明之前对于列支敦士登的购买完全是出于政治地位的需要，列支敦士登亲王在之后的120多年中没有踏足一步这块属于他们的新亲王国。
作为拿破仑战争的结果之一，法国皇帝拿破仑一世控制了神圣罗马帝国，他瓦解了帝国而这对列支敦士登产生了深远影响——帝国、法律及政治体系都瓦解了。国家不再对国境之外的任何封建贵族负有责任和义务。现代出版物则普遍（虽然不正确）地将这些事件赋予了列支敦士登的“主權”属性。实际上，当时列支敦士登亲王就和其他的宗主贵族一样仅仅对列支敦士登拥有宗主权。从1806年7月25日萊茵邦聯成立直到1813年10月19日联邦解体为止，列支敦士登亲王都是他的“保护者”法国皇帝拿破仑一世的僕人。
之后不久列支敦士登在1815年舉行的維也納會議後恢復獨立，加入新成立的德意志邦聯（又譯為日耳曼邦聯，1815年6月20日－1866年8月24日，实际上由奥地利皇帝操控）。1868年德意志邦聯瓦解，列支敦斯登解散自己僅有的一支小型軍隊並且宣布該國將轉為永久中立國，這中立地位讓列支敦斯登避過了兩次世界大戰的戰火波及，一直持續到今日。
在第一次世界大戰之前列支敦斯登一直與奧地利保持非常密切的關係，但也在戰時因這關係使得該國的經濟元氣大損，而轉而尋求與瑞士成立關稅與貨幣同盟，1919年時更進一步將該國的對外關係（國防、外交）完全委由瑞士代理，組成一個中立聯盟。与瑞士的这一联盟使列支敦士登在第二次世界大战前和战争中免受德国的侵略。
1938年春，在奥地利被并入納粹德國之后不久，84岁的法蘭茲一世退位，提名其31岁的堂侄孙法蘭茲·約瑟夫二世担任他的继任者。虽然弗朗茨一世声称他是因年老而退位，但是据信真正的原因是他不希望德国吞并列支敦士登发生在其在位期间。而他于1929年娶的妻子是一位富有的维也纳犹太女性，本地的列支敦士登纳粹当时已经将她列为反犹太人的“目标”。虽然列支敦士登没有正式的纳粹党，但是同情纳粹的运动在其全国联盟党内已经压抑了多年。
在第二次世界大战期间，列支敦士登在保持中立的同时也是少数几个不承认慕尼黑协定以及第三帝国占领捷克斯洛伐克的欧洲国家之一，并且在二战中始终承认捷克斯洛伐克流亡政府为合法政府，其位于战区的家族财产被带到列支敦士登（以及伦敦）妥善保管。在战争快要结束时，捷克斯洛伐克和波兰夺取了在其认为是德国领土的地区，而剥夺了列支敦士登王朝在波希米亚、摩拉维亚和西里西亚世袭的全部土地及所有权，而直到1938年德奥合并之前列支敦士登亲王还一直居住在维也纳。列支敦士登被剥夺的主权（属于国际法庭中现代法律争议的部分）包括超过1600平方公里的农田及森林，以及许多其家族所拥有的城堡和宫殿。列支敦士登亲王现在依然对这些土地提出主权要求，要求捷克和斯洛伐克归还所占领土。也因此争议，列支敦士登公民在冷战期间被禁止进入捷克斯洛伐克社会主义共和国。捷克斯洛伐克解体为捷克共和国和斯洛伐克共和国后，列支敦士登和它们之间依然互不承认。但最终列支敦士登分别于2009年7月13日和12月9日与捷克和斯洛伐克建立了外交关系。

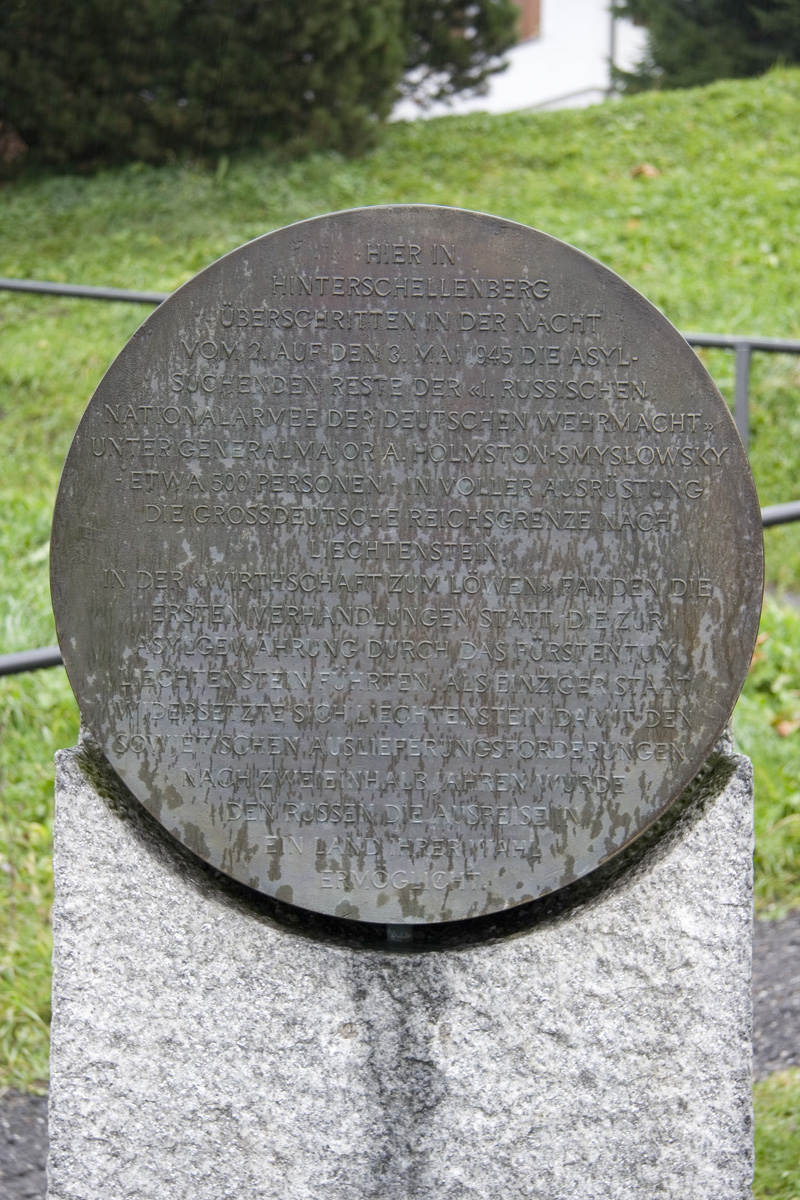
列支敦士登小镇上的俄罗斯纪念碑。

列支敦士登在二战快要结束时，曾拒绝苏联的遣返要求而为大约500名俄罗斯解放军士兵（一支编入德意志国防军的俄罗斯投敌部队）提供政治庇护；为纪念这一事件在靠近奥地利边境的後施伦贝格（Hinterschellenberg）树立了一块俄罗斯纪念碑，同时在该国的旅行地图上也有标明。当时作出给予政治庇护的决定并不是一件容易的事，因为列支敦士登自身仍很贫困，为这群难民提供生活所需十分困难，而苏联的声势正如日中天。最终，阿根廷同意这些避难者前往永久定居。值得注意的是列支敦士登是唯一拒絕蘇聯要求遣返俄羅斯人的國家，並告知蘇聯政府只有那些想回家的俄羅斯人才會被遣返。相比之下，英美等戰勝國在奥地利執行了「嚴責行動」（Operation Keelhaul），將在戰時曾經協助德國的蘇聯民眾遣返母國，之後遣返對象甚至擴及為了逃離共產黨掌政而離開蘇聯的東歐難民。被遣返的難民有極高比例是在古拉格的營區中被肅清。
由于战后严峻的财政困境，列支敦士登王朝经常通过出售家族所拥有的艺术珍品来缓解，例如其中就包括了美國國家美术馆于1967年购得的达芬奇名画《吉内薇拉·班琪》（Ginevra de' Benci）。但在接下来的几十年中，因為其境內的低稅率環境、永久中立地位與完美的居中地理位置，吸引許多歐洲企業成为避稅天堂，列支敦斯登变得逐渐繁荣。觀光業（主要是冬季時往阿爾卑斯山區的滑雪人潮）與金融服務業的發達，支撐起該國絕大部分的經濟收入。
列支敦士登亲王是世上第六富有的国家元首，据信其财产为40亿美元。今日列支敦士登人民过着世界顶级水准的生活。
1990年列支敦斯登加入聯合國。1991年加入欧洲自由贸易联盟。1995年加入欧洲經濟区和世界貿易组织。

## 地理

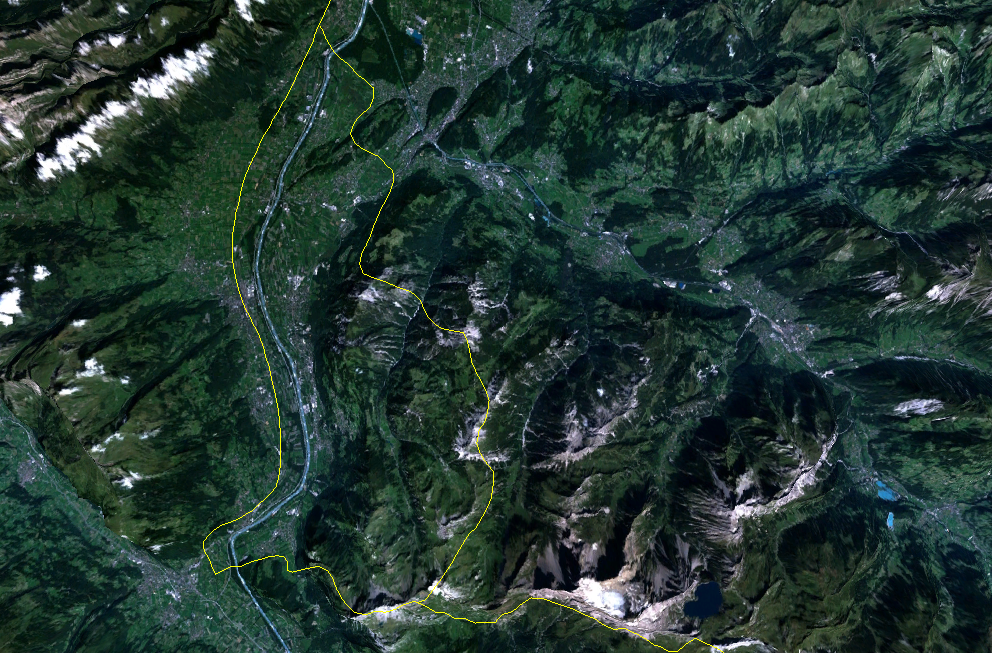
列支敦士登的卫星图像。

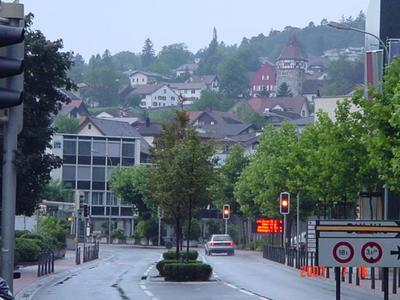
瓦杜茲市中心北面景观。

列支敦斯登是一個內陸國家，與烏茲別克並列為世界上僅有的兩個雙重內陸國。
列支敦斯登坐落於歐洲阿爾卑斯山地的萊因河谷，其西邊是以莱茵河作為邊界與瑞士相鄰，東側則是以屬於阿爾卑斯山脈的山嶺地帶與奧地利為界。全國只有西側約三分之一的面積位在平坦的河谷裡，其餘地區大都屬於山地。
列支敦士登唯一的天然湖是甘普里纳塞勒湖，是由于1927年水浸的莱茵河侵蚀造成的。  
該國境內唯一的可耕地集中在萊因河沿岸的沖積平原，曾經一度滿是沼澤的此地區經過人工的抽乾後變成農地，除了少數的農耕活動外，列國境內的農業還是以畜牧為主，主要农业区，是周围的莱茵河谷，种植玉米、马铃薯、大麦、小麦和蔬菜。首都瓦都茲座落於一塊可以俯視萊因河谷的高地上。
雖然是在阿爾卑斯山區，但由於有義大利半島吹拂而來南風，列支敦斯登仍属较温和的温带大陆性氣候，冬季時其東部與南部山區的坡面則非常適合從事滑雪等山地活動。列支敦士登夏季气温在20℃-28℃之间，冬季最低气温可达零下15℃。7月和8月雨量最多可达130-150毫米，而12月和1月降雨量最少为30-50毫米。
境南的雷蒂孔山坡度陡峭，境內最高峰為屬於三姊妹山之一的格勞峰，海拔2,499公尺，是列支敦斯登與奧地利的分界。全国海拔最高的市镇是特里森貝格，在886米以上。全国边境和瑞士接壤长41.2公里，对奥地利则是36.7公里。

## 政治

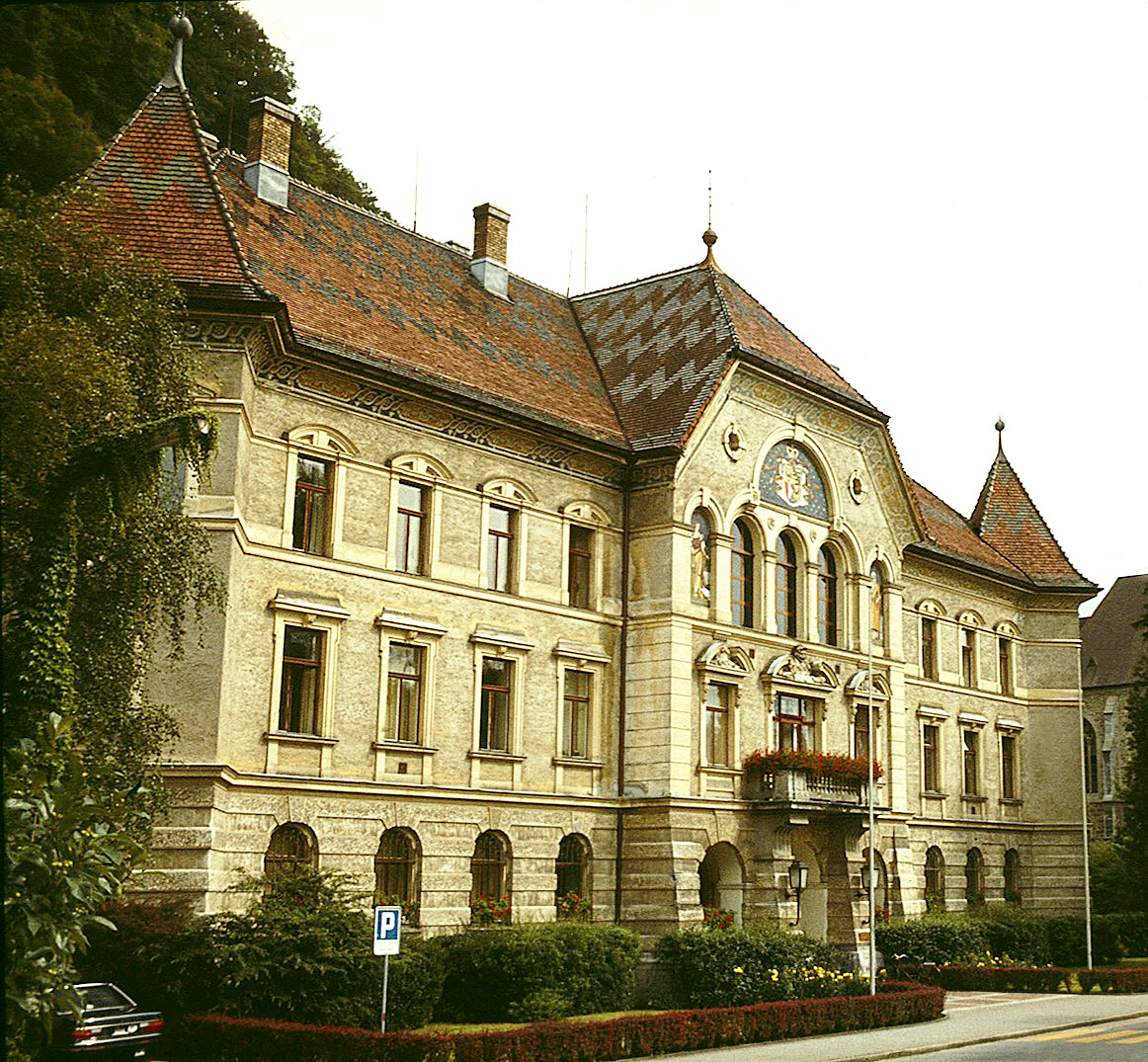
瓦杜茲的政府建筑。

列支敦斯登是一個君主立憲國家，且與歐洲其他僅具象徵意義卻沒有政治實權的王室不同，列支敦斯登的王族擁有相當程度的實際權力。該國的元首稱為亲王（Prince，德文裡稱為），現任元首漢斯-亞當二世是在1989年時由他逝世的父親佛蘭茲·約瑟夫二世手上繼承國家的統治權，並已在2003年8月15日時對外宣布，他將在短期內退位，將國家大權轉由他的兒子、王儲亞洛伊（Prince Alois）繼承。2004年8月15日亚当二世正式任命王储阿洛伊斯王子为攝政，接管政府事务。
1862年時首度頒布憲法組成列支敦士登議會（Diet，或德文裡稱為），今日的列支敦士登議會是由25個依照區域人口比例，由人民直選的代表所組成，並由多數黨的領袖出任閣揆。除此之外國家的行政體系實際上是由一個五人內閣負責，閣員名單是由國會指定，交由元首批准後正式上任。
列支敦斯登的王室有個特殊之處，由於當初此親王國就是由奧地利的貴族為了能夠擁有一塊位在神聖羅馬帝國境內的屬地，而另行購買土地設立，長期以來該國的統治者就一直居於國外，如维也纳的列支敦斯登城市宮殿。直到1938年在其家族失去在捷克的领地（1919年）多年以后才搬到瓦杜兹。
現任元首漢斯-亞當二世是第一位居住在國境之內的列支敦斯登親王，在2003年3月14日舉行的一場全民公投中，他以投票不通過他就要舉家遷移到奧地利居住作為要脅，得到國內大部分人民的同意（通過比例64.3%）通過一項進一步擴張列支敦斯登王權，同時也擴大人民直接民主權利，以及地方市鎮自治權的法案。此法案授權賦予親王必要時得以解散議會，以及擁有國家人事與法案最後通過的否決權，但此法案也授權賦予人民擁有通過全民公投否決議會法案、解散議會、對親王提出不信任案，甚至廢除君主制實行共和制的權利，同時此法案授權賦予組成列支敦士登的十一個市鎮，當地居民擁有通過公投行使自決權脫離列支敦士登的權利，因此相對於大部分的君主立憲國家，列支敦斯登是非常少見的特例。

## 行政区划

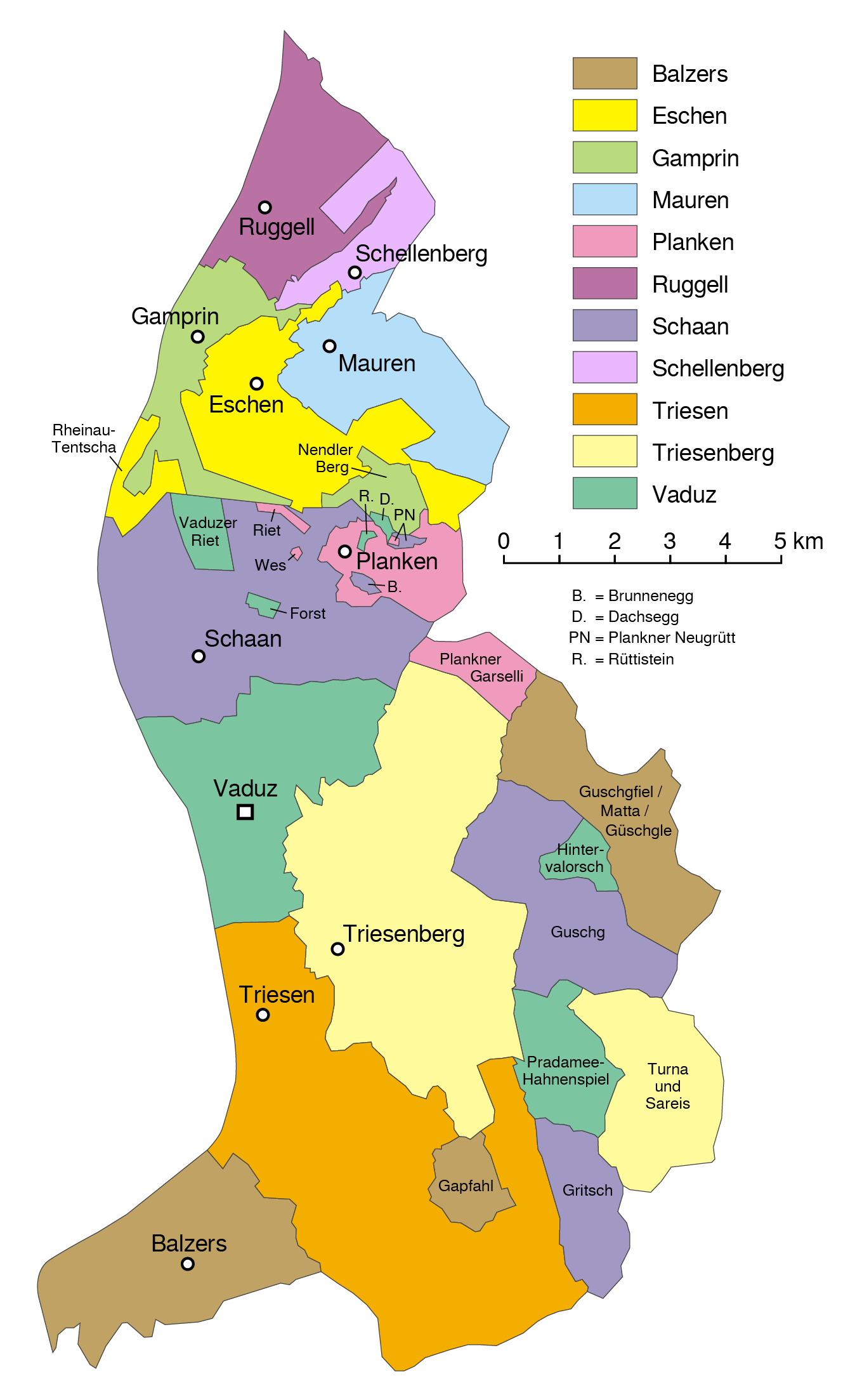
列支敦士登行政区划图

列支敦斯登境內擁有11個市镇，其中大部分的市镇其實都只是包含了一個單獨的城鎮而已。
- 瓦杜兹（Vaduz）- 瓦都茲位在全國正中央，依傍萊因河河岸，是列支敦斯登的首都和主要人口中心。瓦都茲是列支敦斯登亲王的故鄉。
- 沙恩- 境內人口最多的一市镇，緊靠首都北方。
- 巴尔策斯（Balzers）- 位在國土最南端的一市镇。
- 特里森（Triesen）
- 埃申
- 毛倫
- 特里森貝格（Triesenberg）
- 鲁格尔（Ruggell）- 位在國土最北端。
- 甘普林（Gamprin）
- 施伦贝格（Schellenberg）- 北部市镇之一，名稱承自當初組成列支敦斯登的兩個封邑之一。
- 普兰肯（Planken）- 北部市镇，也是境內最小的一個市镇。

## 經濟

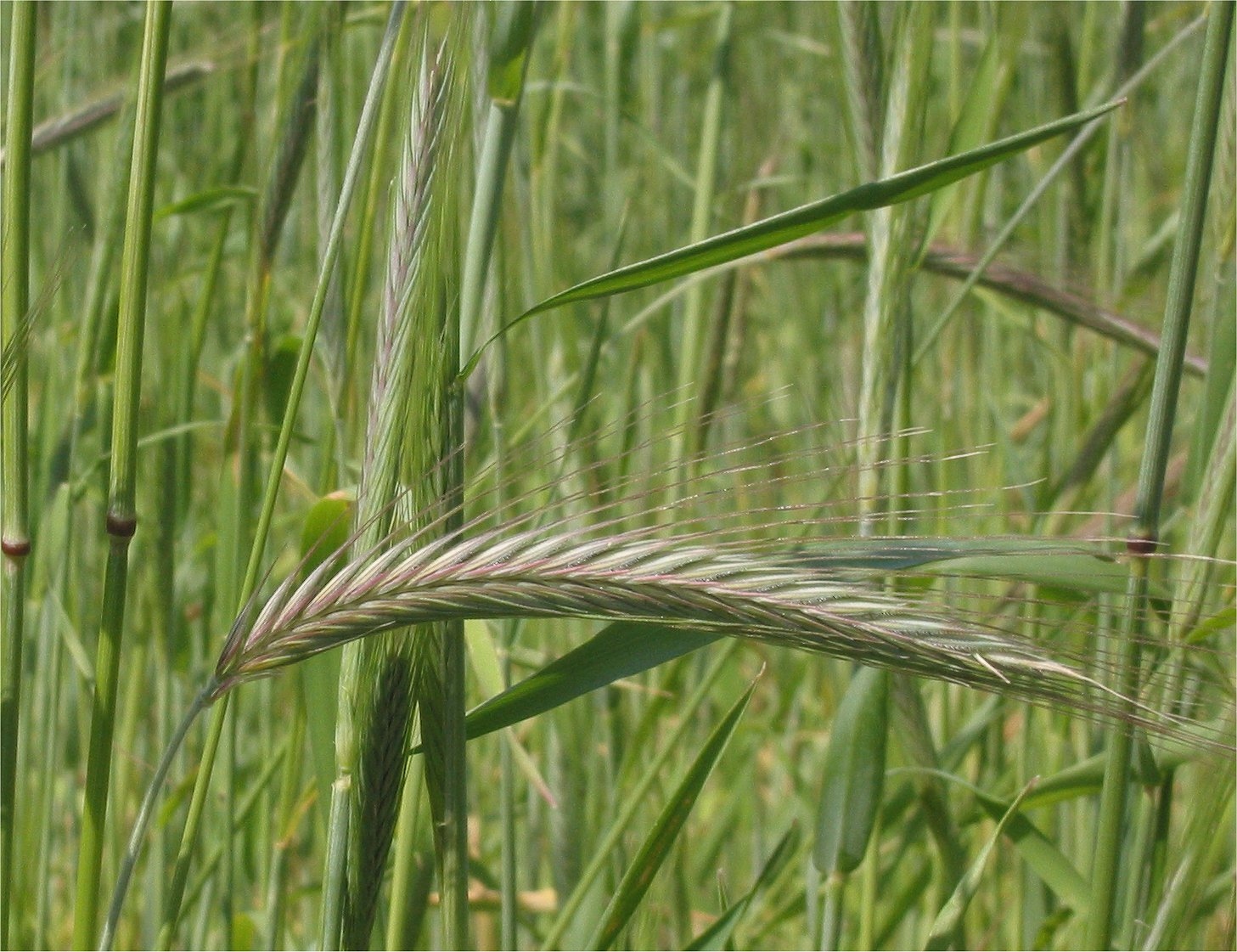
谷物例如黑麦是该国最多种植的农作物。

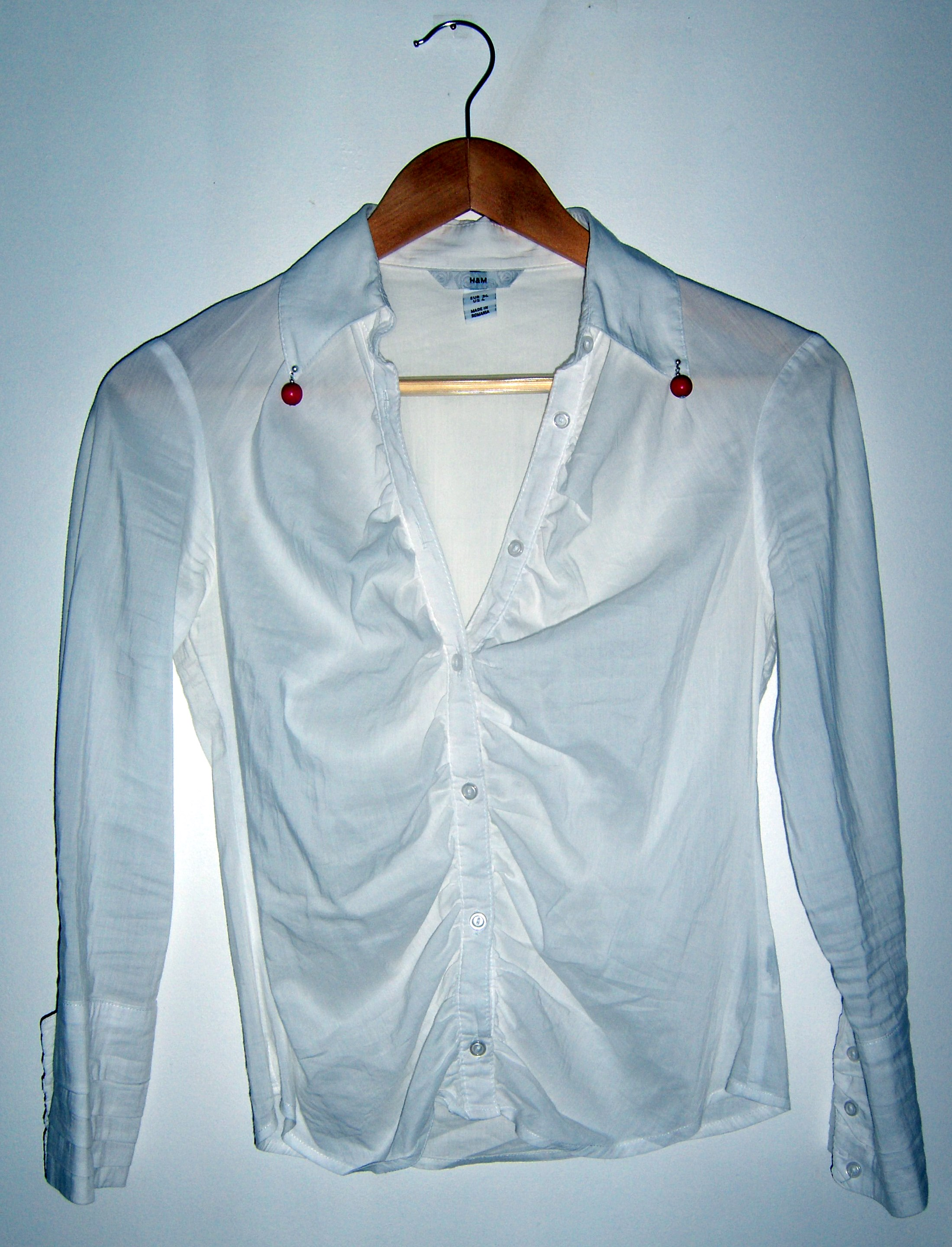
纺织业作为该国最发达的行业之一为国家带来收入

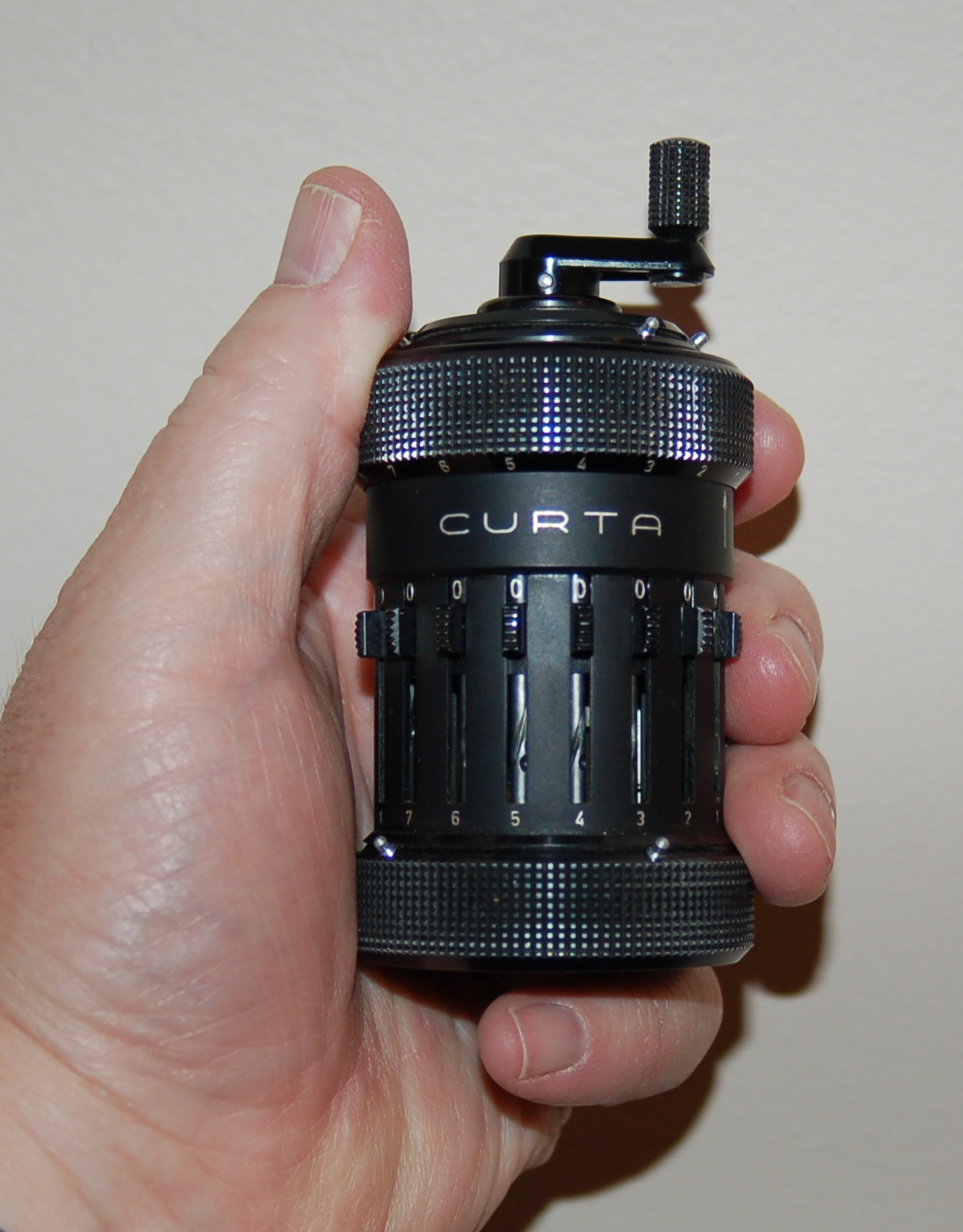
科塔計算器（Curta calculator）

雖然列支敦士登是個小國寡民、缺乏天然資源的国家，但是该国经济在二次大戰之後急起直追，列支敦士登也從一個原本以農業為主的山區小國，發展成为全世界最高度產業化的富有國家之一，并且成为世界上人均公司数最多的国家之一。同时該國平均每人50,000美元的國民生產毛總值名列全世界第一，這種均富的狀態也間接造就了該國極高的生活水平以及幾乎可以忽略的犯罪率。
今日列支敦斯登是一個高度工業化的國家，只有不到2%的勞動力致力於農業生産。該國境內主要的作物有玉米、马铃薯、大麥、小麥、蔬菜和葡萄，这些农地占据了38%的国土面积。家畜主要在夏季時以放牧方式蓄養於阿爾卑斯山區的高山草原上。
列支敦斯登主要的製造業包括機械、纺织、製藥、食品產品、金屬製品、精密儀器、家具、假牙和陶瓷，國家許多收入來自于銀行業、旅遊業、郵票的銷售，以及在這裡設立總部的國際化公司——這些公司之所以在列國境內註冊，主要是著眼於這裡的低稅收環境。國民以其金融服務部門和可以與周邊大國的城市相媲美的生活水平而自豪。除了需要密集技術投資（目前該國每年約有5%的收入，是投資在技術研發方面）的輕工業之外（包括紡織、陶瓷與精密電子），近年來該國政府積極發展金融服務業的政策也被證實非常正確，在列支敦斯登有四成的工作職位屬於金融服務行業，其中不乏長期居住於該國境內，以及由瑞士或奧地利跨越國境通勤的外國人。
由於長期以來一直作為瑞士的盟国，列支敦士登也自然承襲瑞士国际洗钱运动中心的地位。1924年列支敦斯登與瑞士之間簽訂有双边共同貨幣與關稅條約。根據條約，除了貨物能在兩國之間的國界自由流通外，瑞士法郎也成為列支敦斯登的官方貨幣。但是除了上述幾個事項之外，并没有条约规定列支敦斯登在其他重要的政治、经济或政府決策上必须事先获得瑞士的同意，这也使得列支敦士登直到今日仍能在经济上保有独立性。1993年時瑞士拒絕加入歐洲貨幣聯盟，由於列支敦斯登在外交事务方面早已委任瑞士代執行，本身並無單獨與他國簽訂協約的能力，該國連帶地也成為西歐國家裡面少數仍流通非歐元貨幣的國家。
由于国土狭小，列支敦斯登通過進口能源來滿足其90%的能源需求以及所有的消费品，其工业用的原材料也极度依赖于进口。但是其强劲的工业使得出口反超进口，依据2001年的数据，进口额为9.06亿美元而出口额为18.18亿美元。
列支敦士登最为出名的国际品牌是喜利得（Hilti），它还是科塔計算器（Curta calculator）的故乡。
1995年5月，列支敦斯登成爲歐洲經濟區——一個在歐洲自由貿易联盟（EFTA）和歐盟之間作爲橋樑的組織的成員國。政府正在試圖將其經濟政策與一體化歐洲的其他國家相協調。雖然2002年以來列支敦斯登的失業率成倍增長，但比起周遭國家其失業率仍算較低，在2004年第三季時，其失業率僅為2.2%。
相對於周遭歐洲國家的重稅主義，列支敦斯登是歐洲大陸上少見的低稅率國家，其營業稅最高只有18%的水準，稅則簡單明瞭，而成為許多鄰國企業為了降低稅賦支出而注目的避稅天堂。目前約有73,700家公司在該國註冊，其中有許多是外國企業的掛名或人頭公司，這些所謂的境外貿易帶來的收入約佔列支敦斯登國家收入的30%以上。傳統上，列支敦斯登的銀行系統是採用與瑞士相同的客戶隱私政策，但此特性也使得該國的金融系統成為跨國非法商業活動的最愛，為利用匿名帳戶洗錢提供了方便。為了避免這類非法行為成為國家經濟的負擔，2000年時通過的一項新經濟政策緊縮了金融方面的自由度，責令銀行機構不能提供匿名帳戶一類的服務。汉斯·亚当二世最近声言列支敦士登将开始强硬的措施打击任何洗钱活动，并与国际社会合作以提升列支敦士登作为合法金融中心的形象。但是最新的情况表明，列支敦士登是现在少数几个对能给其带来丰富利润的国际洗钱运动没有采取任何行动的国家之一。

## 税收
列支敦士登政府对个人和商业所得及财产（财富）征税。个人所得税的基本税率是1.2%，在与社区（communes）征收的额外所得税合并之后，总共所得税率为17.82%。此外还有全国每个雇员都要缴纳的4.3%所得税用于全国社会保险计划，如果是自雇人员则这项税率最高可达11%，因此最终缴纳的所得税最高可达29%。雇员所得税缴交是有其雇主每月直接代扣。
商业所得税率最高介于18-20%之间。
| 数额（瑞士法郎）    | 税率 |
| ------------------- | ---- |
| 第一个200,000       | 1%   |
| 接下来的400,000     | 2%   |
| 接下来的600,000     | 3%   |
| 接下来的800,000     | 4%   |
| 剩余超过2百万的部分 | 5%   |

财富基本税率是0.06%，合并之后总共为0.89%。
列支敦士登的遗产与赠与税依赠与人与受赠人之间的关系及遗产的继承数量而不同。如果是配偶及子女之间其税率范围在0.5%和0.75%之间，如果是非亲属关系的受赠人则在18%至27%之间。遗产税则是累进税率（参看右表）。如果遗产是传给配偶、子女或父母则税率减半。
2008年列支敦士登税收丑闻是发生在许多国家的一系列调查事件，这些国家怀疑某些国民可能利用位于列支敦士登的银行与信托机构逃避缴税义务，这起丑闻最先是因发生在德国的逃税调查事件而开始爆发的。这一事件也被看作其他国家对列支敦士登试图施加压力，因为该国和安道尔、摩纳哥一起被经济合作与发展组织于2007年认定为不合作的避税天堂。

## 人口
列支敦斯登是歐洲地區總人口第四少的國家，排在梵蒂岡、摩納哥與聖馬利諾之後。在境內約有三分之一的居民是外國國籍，主要是德國、奧地利，還有瑞士。本國人口的種族分佈非常單純，有86%是屬於日耳曼民族分支的阿勒曼尼人，義大利人與土耳其人則是餘下少數民族裡面較具有指標意義的大宗。
語言上，雖然德語是列支敦斯登的官方語言，但大部分的居民卻都是使用屬於德語方言之一的阿勒曼尼語，其他日耳曼语或斯拉夫语或匈牙利语承认为正式少数民族语言。

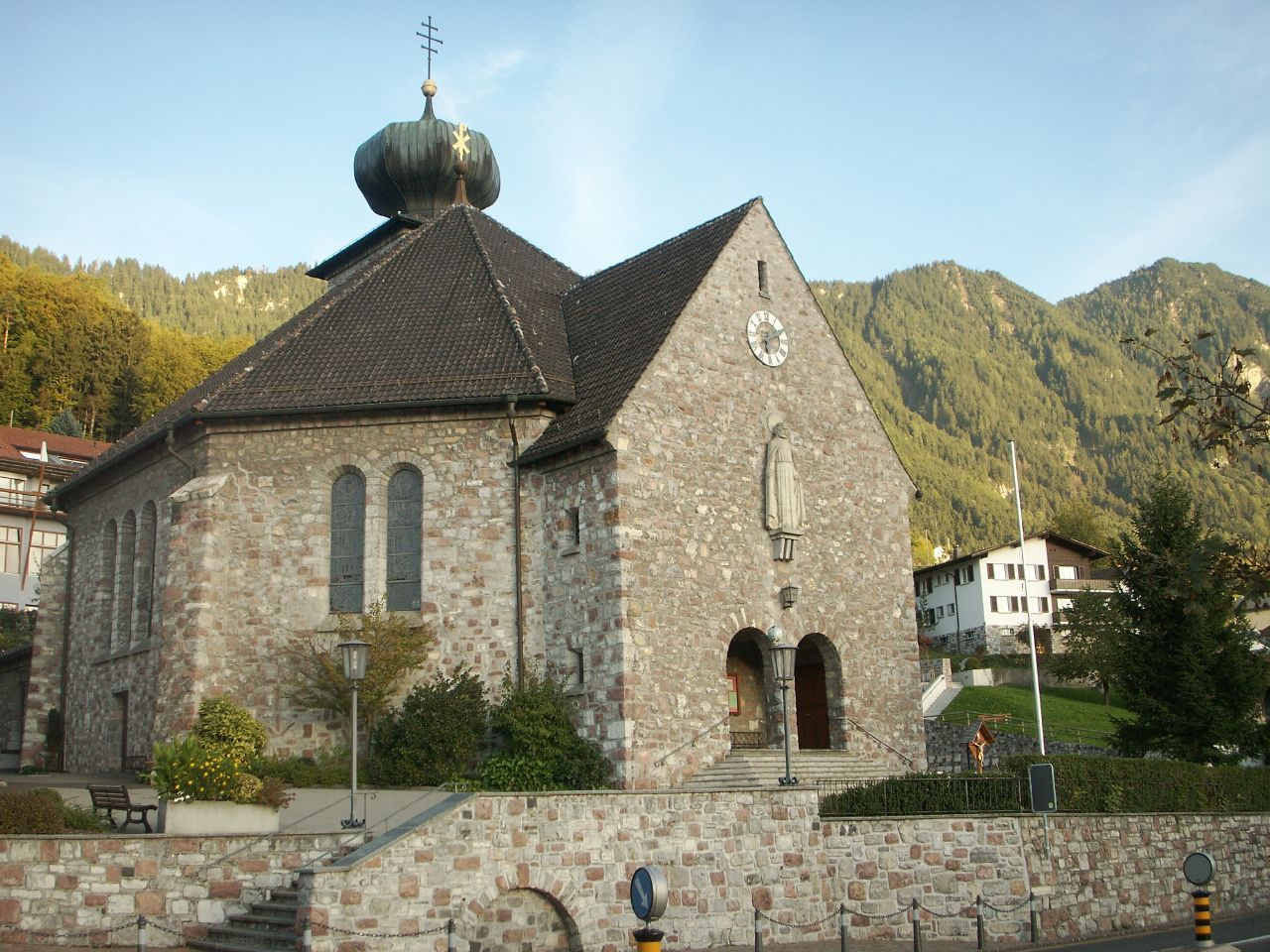
列支敦士登特里森貝格的圣约瑟教区教堂

列支敦士登主要信仰基督教（79.4%），2020年的統計显示，其中大部分列支敦斯登人主要屬於天主教（69.6%），还包括新教在內的其他教派（9.8%）。其余的宗教则包括伊斯兰教（6%），其他宗教者（5%）及无正式宗教信仰者（9.6%）。列支敦士登的穆斯林社区在过去二十年中随着外来移民的涌入快速成长，主要是来自土耳其和西巴尔干地区（塞尔维亚及波黑），这些移民大多是从其他西欧国家再次移居而来。按照官方的统计数字，该国穆斯林人口从1990年的689人增长至2000年的1593人，而汉斯-亚当二世表示他自己倾向于在该国修建穆斯林公墓。
列支敦士登在1997年前都是属于瑞士的库尔（Chur）教区，直到1997年12月2日经教宗若望·保祿二世批准成立直属教宗的瓦杜兹教区管理列支敦士登。列支敦士登的宪法还保障宗教信仰自由，同时禁止任何形式的宗教信仰歧视。各宗教团体依据2000年调查统计得出的比例从政府得到资金补助，例如在2007年政府拨款30万瑞士法郎给天主教会，而自2006年开始穆斯林社区则获得政府每年拨款25000瑞士法郎。
列支敦士登的1921年宪法规定天主教为国教。但近年来天主教在该国的地位有所变化，在2007年6月21日首相奧特馬爾·哈斯勒告知国会一份关于政府和宗教社区之间建立新关系的临时宪法修正案正被起草中，这就使得当局必须就政教分离的问题与天主教会进行国家级层面的对话，而汉斯-亚当二世及王储阿洛伊斯王子均公开表示认同政教分离。
但是该国天主教社区反对这项改变关系的建议，当地的新教团体则表示欢迎该法案。2008年6月列支敦士登政府发布正式公告，宣布新的教会-国家法改革项目将从6月11日启动预计在同年11月14日结束。
列支敦士登人的平均预期寿命为79.68年（男性为76.1岁，女性为83.28岁）。根据最近的预计表明婴儿死亡率千分之4.64。教育在該國非常普及，十歲以上的人口裡面识字率是100 ％。由经合组织运作的国际中学生能力评估项目将列支敦士登的教育列为世界上第十名，远高于经合组织成员国的平均水平。

## 軍事
列支敦士登奉行中立政策，由于运作成本太高因此在1868年解除武裝後就沒有再恢復過軍備，现在是世上少数完全没有军队的国家之一（詳見沒有軍隊的國家一覽）。一种流传的说法和美国中央情报局的《世界概况》描述曾经声称，列支敦士登的防务由瑞士负责，但事实上瑞士与列支敦士登之间并没有签订军事防务条约。而根据列支敦士登官方网站上关于两国双边关系的描述中也没有提到任何相关的防务条约。《世界概况》现也已更改。

## 教育

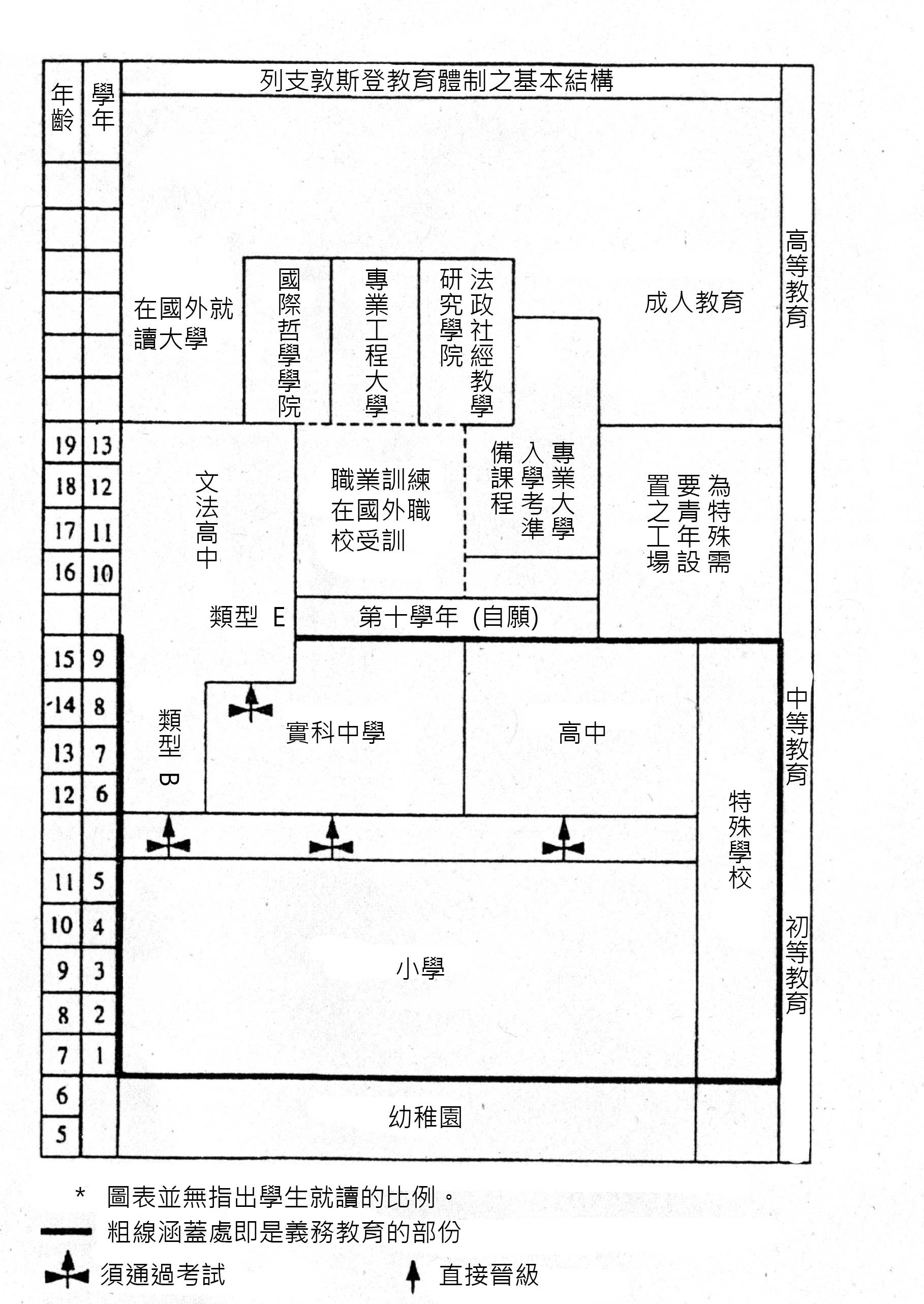
列支敦斯登教育體制。

列支敦斯登擁有非常高的平均教育水準，以德語為官方語言，教育事務主要由中央之教育局（Schulamt）所主導。該國在2003年的国际学生能力评估计划，亦即學生基礎能力國際研究計劃）中，在數學、閱讀能力以及自然科學等項目上得到第五名的優秀評比。
在列支敦斯登的學童年滿七歲時應實踐義務教育前往小學就讀，為期五年，小學期間沒有分數評比的制度，學年結束即立即晉級。外語教育方面，基本上可以分為第一與第二級教育兩階段。其中第一年以學習德文的閱讀與書寫為主，第二年則是法文，但大部分以德語上課，第三年使以英文上課。至於在二級教育階段中，除了英、法語之外，另有西班牙文及義大利文等其他歐洲國家語言的學習課程。初等教育結束時，學童可依學校的建議前往高中（Oberschule）、文理中學或是專科中學就學；若家長不同意校方的決定，學童可以考試的方式選擇想就讀的學校。其教育制度大致遵循德國或瑞士系統，一樣擁有文理中學（Gymnasium，也就是大學預科中學）與專科中學（Realschule）兩種不同取向的中學。若論及中等教育三大教育機構的特徵，高中特別是為未來職業訓練所設，提供許多選、必修之課程，假如想順利晉級，須在德語、數學、生物/物理、歷史/政治學以及地理之科目上達到一定的標準。專科學校晉級的標準則是德語及數學需具備良好之能力，學生學習的範疇相較之下較高中來的廣（如需學兩種外語）也較講究。高中與專科學校畢業後可在第十學年加強職前訓練以在未來職場上增加競爭力。文理中學有兩種類型：類型B即由小學接續而來，課程重心在於語言（德語、拉丁語、英語及法語）與自然科學。類型E則是接續專科中學八年級，學習科目重心為經濟、法律與社會學的入門課程。畢業前須接受畢業考（Maturarität），憑此可作為在瑞士、奧地利就讀大學的依據。
至於職業訓練的層面，不只是兩元制度抑或是職業全日學校，想進行職業訓練只有企業培訓一途。全日（Vollzeit）或非全日（Teilzeit）之職校可前往國外就讀，而為因應有特殊學生的需求也有專門設立工場（Beschützende Werkstatt）。此外，若職訓結業者有意於專業大學深造也可參加為期三年的專業大學入學考之準備課程。
高等教育面向，該國境內沒有综合性大學（Universitaet），大部分的學生都是轉往鄰近的奧地利、瑞士與德國就讀大學，或直接轉赴海外求學。但是境内主要還是有三種高等教育的選擇，即列支敦斯登專業工程大學（die Liechtensteinische Ingenieurschule-Fachhochschule，LIS）、法政社經教學研究學院（Lichtenstein-Institut，LI）以及可取得博碩士學位之國際哲學學院（die Internationale Akademie für Philosophie，IAP）。此外，列支敦斯登所提供之成人教育則是涵蓋一般與專業的課程。

### 學程分佈
| 年齡     | 學校          |
| -------- | ------------- |
| 5至6歲   | 學前教育（Vorschule）  |
| 7至11歲  | 第一階段（Primarstufe）  |
| 12至15歲 | 第二階段（Sekundarstufe）1 |
| 15至19歲 | 進修學校（Weiterfuehrende Schule）  |
| 19歲以上 | 大學（Studium）      |

1第二階段畢業後即完成義務教育

### 學制
| 年齡                   | 基本水平                 | 平均水平                               | 高水平                                                                           |
| ---------------------- | ------------------------ | -------------------------------------- | -------------------------------------------------------------------------------- |
| 5至6歲 學前教育 （Vorschule）   | 幼稚園1 時間：2年        | 幼稚園1 時間：2年                      | 幼稚園1 時間：2年                                                                |
| 7至11歲 第一階段 （Primarstufe）  | 第一階段的學校 時間：5年 | 第一階段的學校 時間：5年               | 第一階段的學校 時間：5年                                                         |
| 12至15歲 第二階段 （Sekundarstufe） | 高中 (Oberschule) 時間：4年        | 實科中學 (Realschule) 時間：4年                  | 文理中學初中階段 (Gymnasium Unterstufe)** 時間：3年                                                  |
| 16至19歲 進修學校 （weiterfuehrende Schule） | 實習 （Anlehre）                | 職業訓練-學徒 （Lehre，需至國外的學校進行） | 職業訓練-職校中學習 （Lehre mit BMS，需至國外） 職業學校 （Fachschulen，需至國外） 文理中學高中階段 (Fachschulen)** |

1幼稚園教育對於以德語為母語的兒童採非強迫性的自願就讀性質，但如果是以其他語言為母語者，則硬性規定須就學滿兩年。

### 宗教教育
在文理中學的高中階段（Oberstufe des Gymnasiuns），實科中學（Realschule），與高中（Oberschule）這三種學程中包含了三類宗教課程：
- 天主教課程
- 基督教課程
- 宗教與文化

### 進修與研究
雖然大部分的列支敦斯登學生都是在國外完成學業，但在該國境內還是有一些進階的高等教育學校可以就讀，其種類包括了列支敦斯登文理高中（Liechtensteinisches Gymnasium）、職業訓練學校（die Berufsmittelschule，主要是提供給學徒結業後再就讀的學校），以及其他的高等教育學校（Hochschule）。不過，列支敦斯登境內並無大學（Universität）等級的學校存在，有志就讀大學的該國學生都需以留學國外的方式完成學業。
由於在列支敦斯登國內並無提供相關的進修課程，若以學徒的身分學習完成後想繼續進修，大部分的學生都是前往瑞士的聖加侖州（Kanton St. Gallen）完成學業。
| 學習          | 具職校畢業身分之學徒             | 文理中學                    |
| ------------- | -------------------------------- | --------------------------- |
| 學徒 3至4年   | 職校-具職校畢業身分之學徒 3至4年 | 文理高中 4年                |
| 高級職校（Höhere Fachschule，HF）1 | 大專（Fachhochschule，FH）1 3-4年                  | 大學/師範學校（Seminare）1，2 約4年 |

1大部分畢業於瑞士
2有志從事教師職業者

## 通訊與傳播
列支敦斯登通訊與廣播系統皆是與瑞士共用。在1999年之前該國的電信系統被視為與瑞士國內同等，使用075字頭的區域號碼，但在之後獨立改用+423的國際電話區域碼。
列支敦士登有两份日报分别是和及一份周报，此外还有两份期刊和。列支敦士登只有一个无线电台和一座电视台。另外有三家出版社、和。

## 交通
铁路

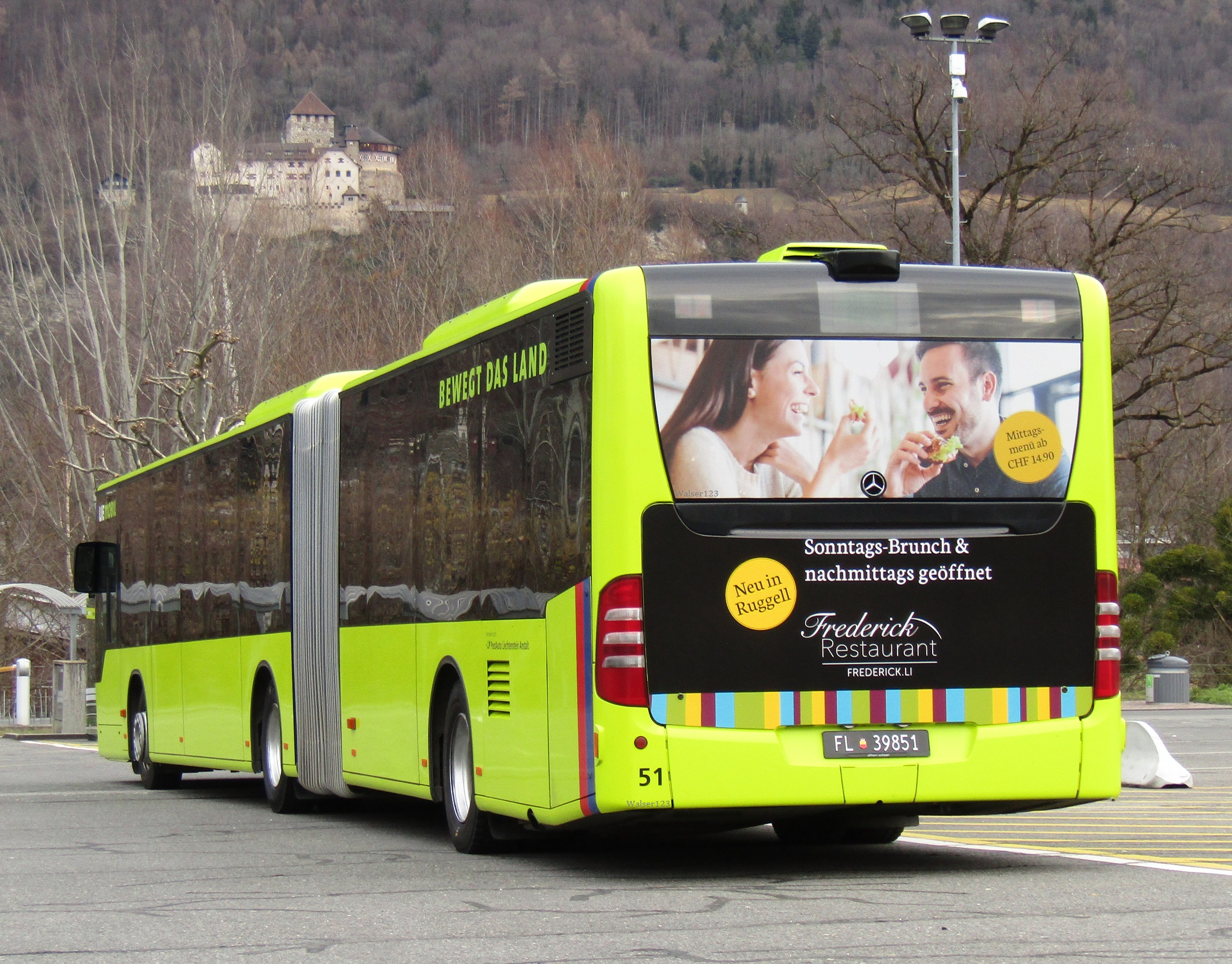
瓦杜兹的公共汽车

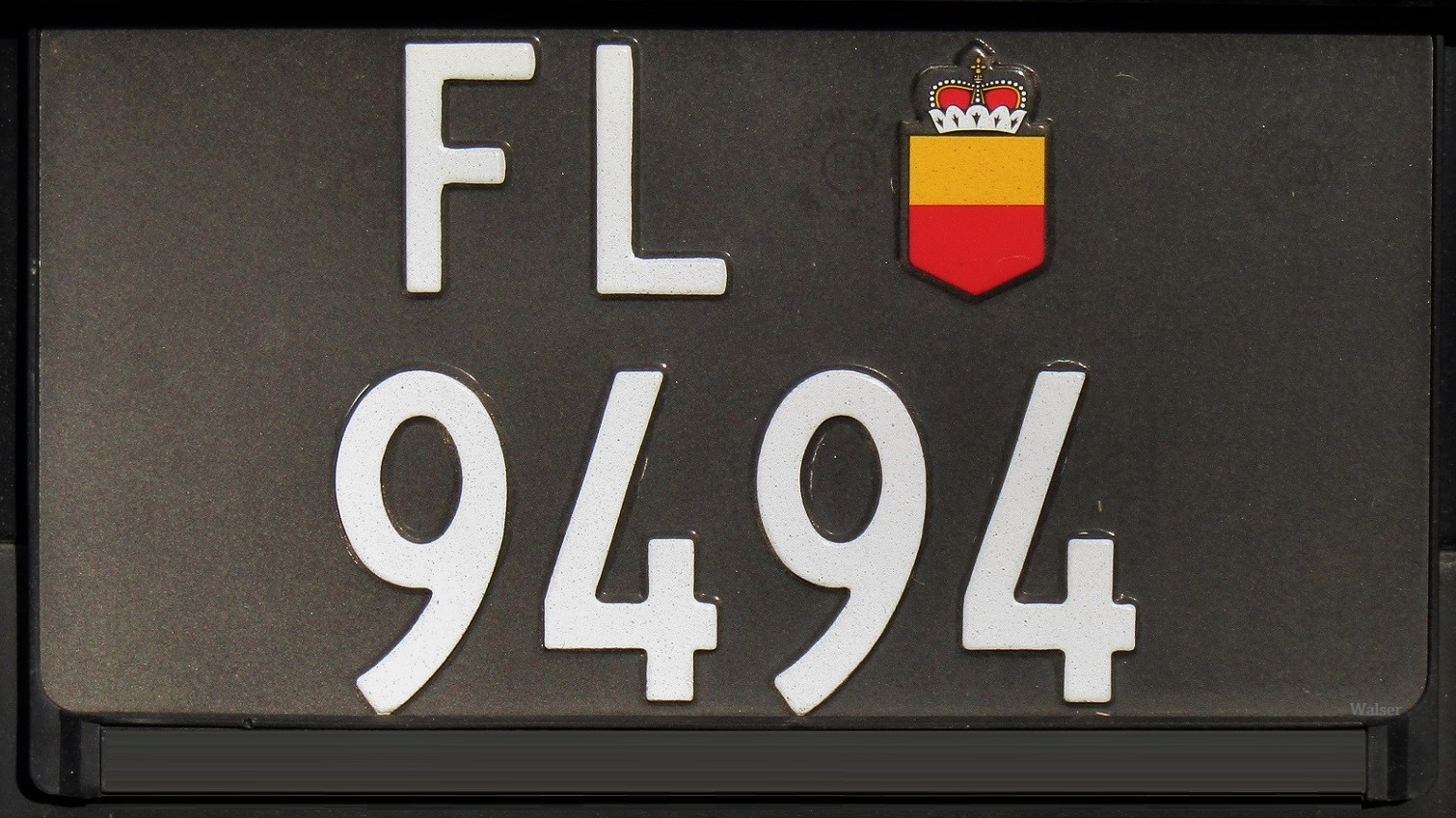
列支敦斯登的汽车牌照

穿越列支敦士登境内9.5公里长的铁路连接着奥地利和瑞士。这段国家铁路是由奧地利聯邦鐵道管理，是属于奥地利費爾德基希与瑞士布克斯线路之间的一部分。在列支敦士登境内有四个火车站分别是沙恩-瓦都茲車站、福斯特希尔蒂车站、嫩德尔恩和沙恩瓦尔德，費爾德基希与布克斯之间的列车服务不定时会在此停留。而欧洲城市列车（EuroCity）和其他长途国际列车也会使用这条线路但不会在列支敦士登停留。
公路
列支敦斯登境內有250公里铺建的道路。
公共汽车
列支敦斯登公共汽车系统隶属于瑞士邮政巴士系统，但保持独立运作，并分别在布克斯、萨尔甘斯以及费尔德基希与瑞士巴士系统连接。
自行车
列支敦斯登境內有90公里的专用自行车道。
航空
列支敦斯登境內沒有機場，离此最近的机场是苏黎世机场，旅客利用此机场进出列支敦士登。在列支敦士登的巴尔策斯有一座小型直升机场可提供直升机包机服务。

## 文化

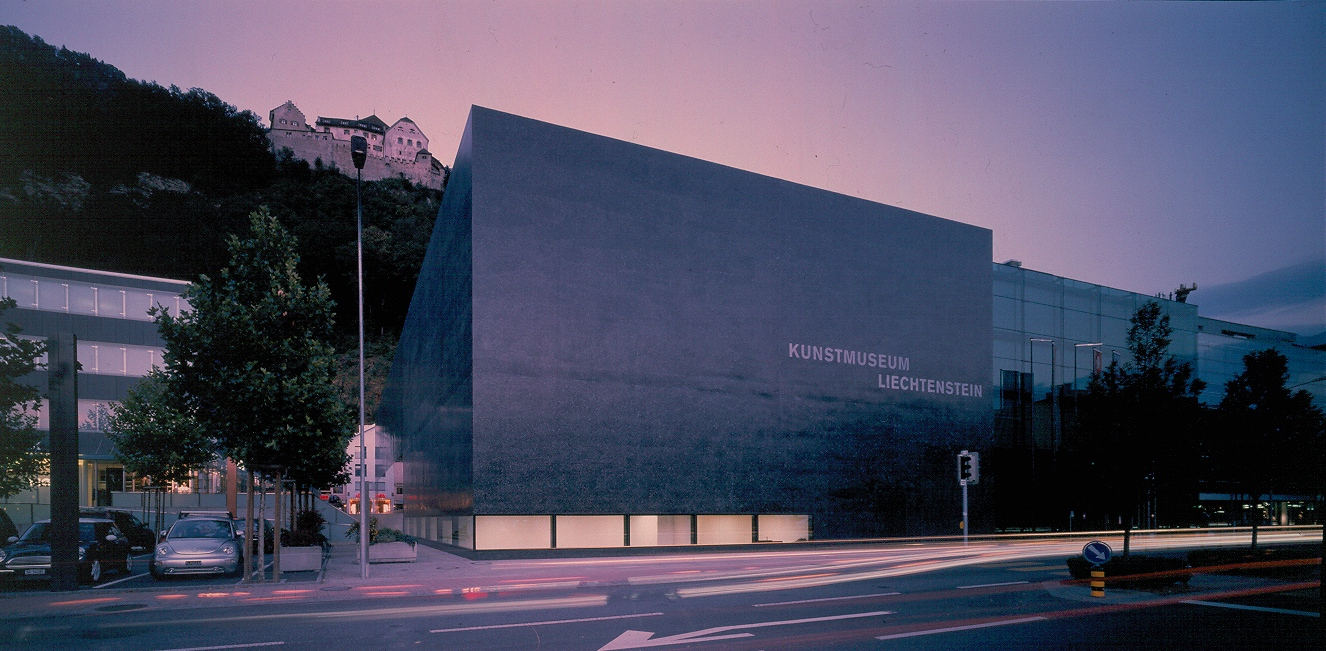
列支敦士登美術館的外形十分独特而醒目

由於國家很小，來自其他國家的外部影響對列支敦斯登造成很大影響。列支敦斯登是個太過迷你的國家，以致於無法在境內產生出自有的文化特色，最著名的古蹟是瓦都茲城堡，而博物館裡面展示的，則是富有的王族長久以來所收集到的皇家收藏。各類藝文活動在此地也非常興盛。
列支敦斯登亲王國的歷史協會，在保存國家的文化和歷史方面具有非常高的重要性。
列支敦士登国家艺术博物馆位于瓦杜兹市中心，外形为黑色立方体十分醒目，该馆收藏瓦杜茲境内和世界现代及当代艺术品，以及列支敦士登王室珍藏的艺术品。

## 体育

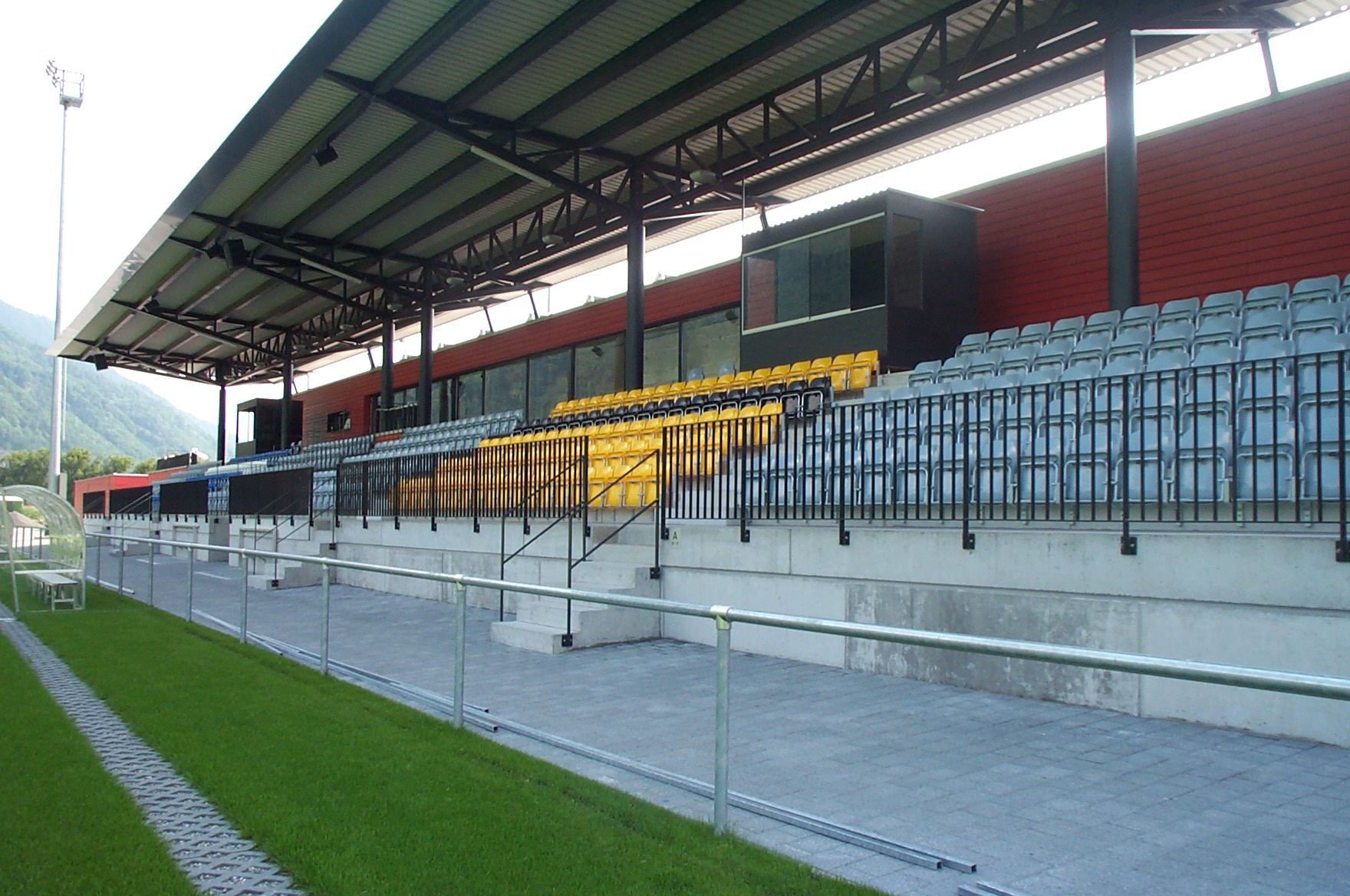
列支敦士登Eschen-Mauren体育场的新看台

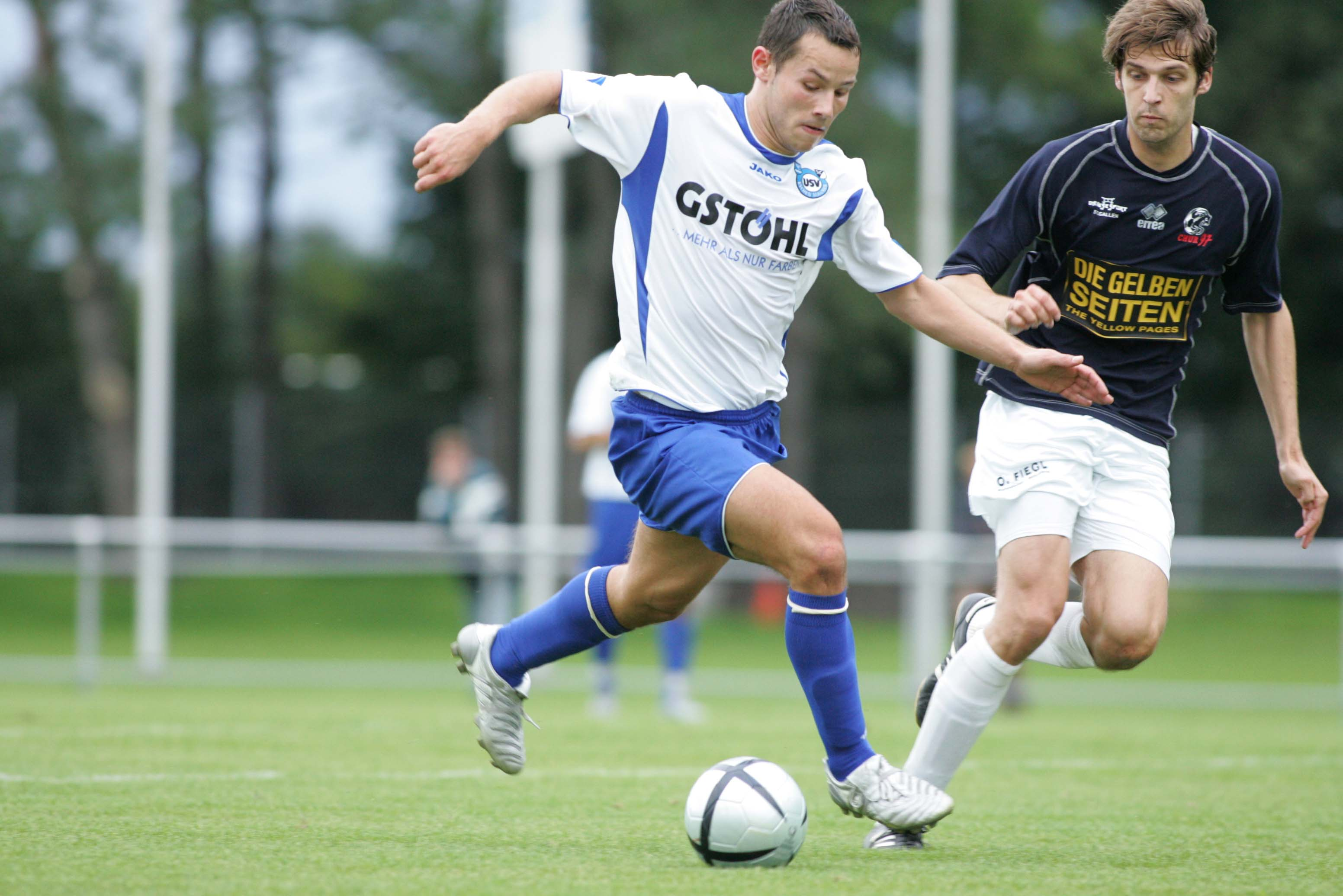
身着列支敦士登USV Eschen-Mauren队衣的中场球员兼队长Ronny Buechel(左)

由于本国无联赛，列支敦士登足球队参与的是瑞士足球联盟的比赛。列支敦士登杯赛产生一支队伍的名额能够参加欧足联欧洲联赛；参加瑞士足球超级联赛（瑞士足球第一级别）比赛的瓦都茲隊（FC Vaduz），是杯赛中最成功的俱乐部队之一，曾在1996年的欧洲优胜者杯上拿下该队最成功的战绩，当时他们以1–1和4–2的比分击败拉脱维亚的里加大學足球俱樂部（FC Universitate Riga），接下来一场奖金很高的比赛对手是巴黎圣日耳曼足球队，结果他们以0–4及0–3败北。
作爲一個位于阿爾卑斯地区的國家，列支敦斯登較具有競爭力的主要冬季運動項目是高山滑雪（downhill skiing）：该国的唯一滑雪场所是马尔本（Malbun）。汉妮·文策尔（Hanni Wenzel）曾在1980年於美國普莱西德湖村舉行的冬季奧運中一人就摘得兩金一銀，她個人也是1976年冬季奧運会的高山滑雪女子回转铜牌得主。而她的弟弟安德烈亚斯·文策尔（Andreas Wenzel）则在1980年冬季奧運上夺得男子大回转银牌，之后又在1984年冬季奧運会上夺得该项目铜牌，而凭借文策尔斯姐弟的两金两银，在1980年冬季奧運会上，列支敦士登超过挪威、德国、意大利等传统强国，进入奖牌榜前六名。在南韓平昌舉行的2018年冬季奧運會上，高山滑雪運動員蒂娜·維拉瑟在女子超級大迴轉賽中奪得銅牌。成為自1988年冬季奧運會以來列支敦斯登第一位的冬奧會獎牌得主。列支敦士登总共夺得10枚奖牌（都是高山滑雪项目），使得该国成为世上“人均”获得最多奥运奖牌的国家。该国也是奥运史上（包括冬奥会和夏奥会）曾擁有獲獎紀錄的國家中面積最小者。其他著名的列支敦士登滑雪运动员包括、和。

## 旅游
2003年6月，列支敦士登国家旅游局为了刺激该国的旅游业，决定将该国出租给商业或其他机构以用来举办展览、婚礼或其他类似活动。这些机构将被允许前往瓦杜兹，并会被招待团队建设/旅游活动和其他项目，包括品酒、雪橇滑雪和前往该国的一个皇家城堡。每人最低消费375美元，但不得少于450人，因此最低消费是接近170,000美元。汉斯·亚当二世利用了这个租借计划，威胁说如果他没有得到权力就会把列支敦士登卖给比尔盖茨。他后来获得了想要的权力，但之后就声称之前的声明是开玩笑。
与列支敦士登一起因此独一无二的商业想法而获得了搞笑諾貝爾獎2003年经济学奖。

## 假日
每年的8月15日是列支敦士登的全国假日，一方面因为这一天是天主教的圣母升天节，另一方面前亲王弗朗茨·约瑟夫二世出生在8月16日。这两个节日在1941年被合并成一个节日，从此之后就成为了国家假日，这个节日即使在弗朗茨·约瑟夫二世过世后也依然保留。

## 外部連結
- http://www.liechtenstein.li/  列支敦斯登官方網站 （页面存档备份，存于）

 維基媒體的列支敦士登地圖集 